# 102 pr. n. št.
102 pr. n. št. je bilo leto predjulijanskega rimskega koledarja.
Oznaka 102 pr. Kr. oz. 102 AC (Ante Christum, »pred Kristusom«), zdaj posodobljeno v 102 pr. n. št., se uporablja od srednjega veka, ko se je uveljavilo številčenje po sistemu Anno Domini.

## Dogodki
- Marij porazi tevtonska plemena, ki napadajo Južno Galijo.